# Рейхерт, Карл Богуслав
Карл Богуслав Рейхерт (нем. Karl Bogislaus Reichert; 20 декабря 1811, Растенбург — 21 декабря 1883, Берлин) — немецкий анатом.

## Биография
Родился в Растенбурге, в Восточной Пруссии, 20 декабря 1811 года, в тот самый день, когда умер его отец, бургомистр этого города. Благодаря заботам своего отчима, директора гимназии Крюгера, Карл Рейхерт получил хорошее образование: сначала он учился в Растенбургской гимназии, а затем поступил на медицинский факультет Кенигсбергского университета, где на него оказал сильное влияние знаменитый эмбриолог Карл Бэр. Однако проучившись здесь всего полгода Рейхтер, при содействии берлинского профессора Дитерици, который знал его еще гимназистом, поступил в Берлинский Военно-медицинский институт короля Фридриха-Вильгельма. В 1836 году он получил степень доктора за диссертацию «De arcubus sic dictis bronchialibus», в которой на основании анатомических исследований дал описание развивающихся из жаберных дуг органов.
Работая в Шарите, он состоял ассистентом, а затем прозектором на кафедре анатомии Берлинского университета. В 1841 году получил учёную степень хабилитированного доктора.
В 1843 году был приглашён ординарным профессором кафедры сравнительной анатомии в Императорский Дерптский университет; некоторое время был деканом медицинского факультета. 
В 1853 году перешёл на кафедру физиологии в Бреславльский университет, был директором физиологического Института в Бреславле.
В 1858 году он занял место профессора, на открывшейся кафедре анатомии в Берлинской Высшей школе (Hochschule), где и оставался до своей смерти последовавшей 24 декабря 1883 года.
В 1859 году он был избран действительным членом Прусской академии наук. С 7 декабря 1850 года — член-корреспондент Петербургской академии наук по отделению физико-математических наук (разряд биологический); с 1860 года — член академии Леопольдина. 
Среди его учеников Иоганн Рабль-Рюкгард. 
Мужем его дочери Алины Рейхерт был классический археолог и филолог Генрих Гейдеман.

## Труды
- «Bemerkungen zur vergleichenden Naturforschung im Allgemeinen und vergleichende Beobachtungen über das Bindegewebe und die verwandten Gebilde» (Дерпт, 1845),
- «Ueber d. Visceralbogen d. Wirbelthiere…» (Берлин, 1837),
- «Vergl. Entwicklungsgesch. d. Kopfes d. nackten Amphibien» (Кенигсберг, 1838),
- «D. Entwicklungsleben im Wirbelthierreiche» (1840),
- «Beiträge z. Kenntniss d. Zustandes d. heutigen Entwickelungsgeschichte» (1843),
- «Der Bau d. menschlichen Gehirns» (Лейпциг, 1859—61),
- «Die feinere Anatomie d. Gehörschnecke» («Abhandl. K. preuss. Ak. Wiss.», 1864).

Не все исследования Рейхерта принимались учёным сообществом и не были достаточно оценены, что объясняется тем, что он отличался своим крайне резко отрицательным отношением как к теории Дарвина, так и к новым течениям в учении о клетках; до конца своей жизни и в лекциях он крайне нетерпимо отзывался об этих теориях. 